# Joaquina García Balmaseda de González
Joaquina García Balmaseda de González (Madrid, 17 de febrer de 1837 - 2 de març de 1911) fou una actriu, periodista, poeta, comediògrafa i escriptora espanyola, que va usar els pseudònims de Baronesa de Olivares, Aurora Pérez de Mirón, Adela Samb i Condesa de Valflores. Encara que va viure immersa en el neocatolicisme imperant durant l'època d'Isabel II, l'escriptora va obrir importants bretxes, totes relatives a l'educació de la dona com a pilar de la cèl·lula familiar, però també com a mitjà per a garantir a la dona soltera bones condicions de vida, la seva independència i la seva llibertat.

## Biografia
Era filla d'una família humil formada per Dámaso García Fernández i Francisca Balmaseda Olivares. Va estudiar Declamació al Conservatori de Madrid i va treballar d'actriu en els anys de joventut. La seva carrera literària va començar el 1860 als 23 anys. Va compondre tres obres teatrals, tres llibres de consells per a dones, un àlbum per a senyoretes (subtitulat Tratado de las labores frivolité y malla), tres llibres de poesia, un llibre d'utilitat per a nenes i sis traduccions, algunes de les quals com a obsequi als subscriptors de La Correspondencia de España, i articles periodístics. Els seus tractats d'educació de la dona i de labors femenines van ser molt llegits (els "diàlegs instructius" titulats La madre de familia, publicats per primera vegada el 1860, havien aconseguit el 1919 la dotzena edició), ja que no va ser declarat oficial per a les escoles de primer ensenyament. Va començar la seva carrera periodística col·laborant a La Educación Pintoresca i a La Floresta (1857) de Barcelona i a partir d'aquí en moltes revistes i periòdics durant més de trenta-cinc anys: en La Correspondencia de España (1860) (per al fulletó o novel·la per entregues va traduir innombrables novel·les del francès, de l'italià i de l'anglès, a més de portar la crítica literària des de 1864 i escriure també les cròniques de modes); El Museo de las Familias (1861), La Aurora de la Vida (1861), La América (1861 i 1867), La Educanda (1862-1865), El Museo Literario (València, 1863-1866), La Violeta (1864).
Va ser nomenada directora de El Correo de la Moda (octubre de 1883) succeint Àngela Grassi de Cuenca, i hi va mantenir una secció escrita per ella, "Revista de Modas", durant més de vint anys (1866-1886); també, sota diversos pseudònims, es va multiplicar com a redactora. Posseïa una rica erudició, com demostra en el seu assaig La actriz española, en què refereix una detallada història del teatre des de les seves arrels gregues fins al seu estat actual a Espanya. El seu article periodístic «La mujer artista», el que surt tan sols un any després de la publicació de la seva tercera i última obra teatral, Un pájaro en el garlito, conté una defensa tant de l'artista com de la dona en general que serveix de rerefons ideològic en la seva producció dramàtica: «No per això cregueu que la naturalesa la va fer inferior [a la dona]: la seva docilitat subjuga, la seva abnegació interessa, el seu caràcter dolç domina, perquè la naturalesa que va donar diferents armes per lluitar a l'home i a la dona, no va fer les d'aquesta inferiors per fortuna».
En la seva joventut García Balmaseda va ser actriu durant quatre anys en la companyia de Joaquín Arjona, per la qual cosa l'article es pot convertir en molt més que un tractat sobre les conseqüències de la vida pública d'una actriu. El motiu de l'article en aquestes paraules de l'autora: «Sense negar que la felicitat domèstica sigui compatible amb la celebritat de la dona, haig de fer-vos comprendre que en moltes ocasions sacrifica la primera a la segona». En efecte, en les seues tres curtes peces teatrals desenvolupa el tema de l'antagonisme entre els sexes i la dona hi lluita per afirmar la seva independència, encara que al final es deixi convèncer per acceptar l'amor que se li ofereix.

## Obres
Teatre
- Donde las dan..., Madrid, Establiment tipogràfic d'Eduardo Cuesta, 1868.
- Genio y figura, Madrid, Impremta de José Rodríguez, 1861.
- Un pájaro en el garlito, Madrid, Impremta de José Rodríguez, 1871.

Lírica
- Entre el cielo y la tierra, 1868, amb pròleg de Manuel Cañete.

Traduccions per a La Correspondencia de España
- La dicha de ser rico, de Hendrik Conscience
- El Crimen de Orcival, El dinero de los otros, El legajo núm. 113, El proceso Lerouge, La canalla dorada, Los esclavos de Paris i Los secretos de la casa Champdoce, de Émile Gaboriau
- Amada, El caballero Fortuna, El paraíso de las mujeres i El pretil de aventureros, de Paul Feval
- Dos madres, El conde de Coulange, La ncantadora, i La hija maldecida , de Jules Émile Richebourg
- Cesarina Dietrich, El marquès de Villemer i Flamarandre, de George Sand
- El coche número 13, El metge de les boges i El secret de la Comtessa, de Xavier de Montepin.
- La hada de Auteuil, Los amores de Aurora, i Los misterios de una raza, de Pierre Alexis Ponson du Terrail
- La muerta viva, Marido y mujer, i Pobre Lucila, de Wilkie Collins
- Cecilia i Creación y redención d'Alejandro Dumas
- Diario de una mujer de Octave Feuillet
- Dos miserias de Émile Souvestre
- El abismo, de Charles Dickens
- El beso de la Condesa Savina, d'Antonio Gaccianiga.
- El caballero de Pampelonne, de Henri Ange Aristide de Gondrecourt
- El capitán del buitre, de Mary Elizabeth Braddon
- El padre de Marcial, d'Albert Delpit
- El prometido de Simona, de Víctor Cherbulier
- El renegado, de Jules Claretie
- El vampiro de Valdegracia, de León Gozlen
- Fremont joven y Risler mayor, de Alphonse Daudet
- La novia, de Enmanuel González
- Los amores de una gran señora, d'Alfred de Bréhat
- Los Malvados, de Fortuné du Boisgobey
- Madama Frainex, de Roberto Halt
- Santiago Broneau, de Madame de Clesinger
- Sergio Panine de Georges Ohnet
- Un estreno en la Opera, d'Ernest-Aimé Feydeau.

Assaig
- "El que toda mujer debe saber", 1877, en La dona en els discursos de gènere: textos i contextos al segle xix, Catherine Jagoe, Alda Blanco i Cristina Enríquez de Salamanca, eds., Madrid, Icària, 1995, pàg. 95-99.
- «La actriz española», en Les dones espanyoles, americanes i lusitanas pintades per si mateixes, Faustina Sáez de Melgar, ed., Alacant, Biblioteca Virtual Miguel de Cervantes, 2006.

Diversos
- La madre de familia: diálogos instructivos sobre la religión, la moral y las maravillas de la naturaleza, Madrid: D. A. Santa Coloma, 1860.
- Tratado de las labores frivolité y malla
- Lo que toda mujer debe saber, 1877